# ジョージ・ヘンリー (画家)
ジョージ・ヘンリー（George Henry RA 、1858年 - 1943年12月23日）はスコットランドの画家である。「グラスゴー派」の画家の一人である。姓はヘンドリー(Hendry)であったが、若い頃から"Hendry"からdを落として、ヘンリーと名乗った。1893年から1年半ほど日本に滞在し、日本の女性などを描いた作品も残した。

## 略歴
スコットランド、ノース・エアシャーのアーバインで生まれた。グラスゴー美術学校で学んだ後、ロバート・マクレガーのスタジオで学び、「グラスゴー・ボーイズ」と呼ばれた芸術家が集まって、絵を描いた、スコットランド西部のカークブリ（Kirkcudbright）の自然から学んだ。オランダで学んできた印象派の画家、エドワード・ホーネルと友人になり、その明るい色使いからも影響を受けた。ホーネルと共同でスタジオを開き、1893年に慈善家のバーレル(William Burrel)とリード(Alexander Reid)から資金援助されて、ホーネルと2人で日本へ旅した。1年半ほど日本に滞在し、作品を描いた。1900年以降はロンドンに移り、肖像画なども描いた。

## 作品

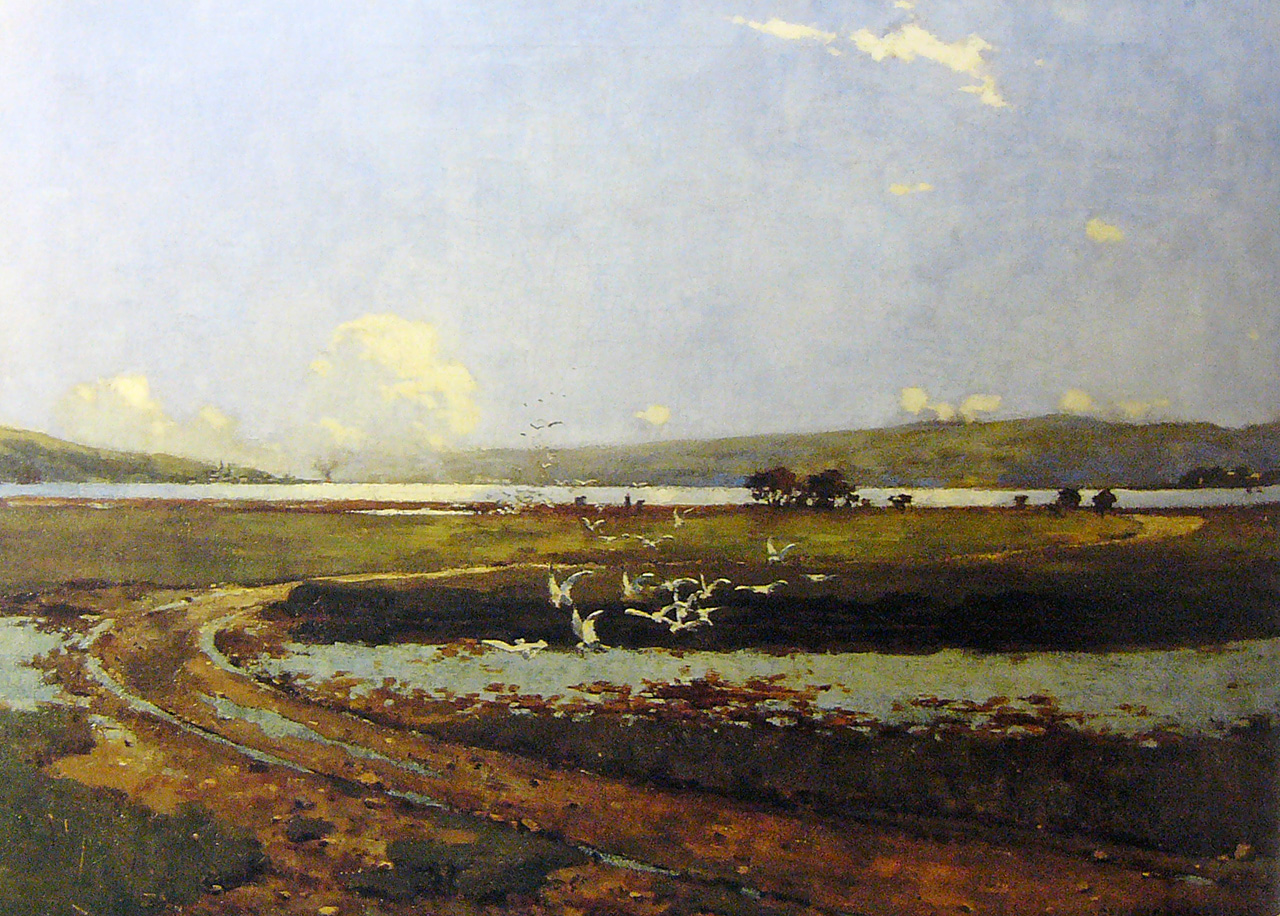
(1882)
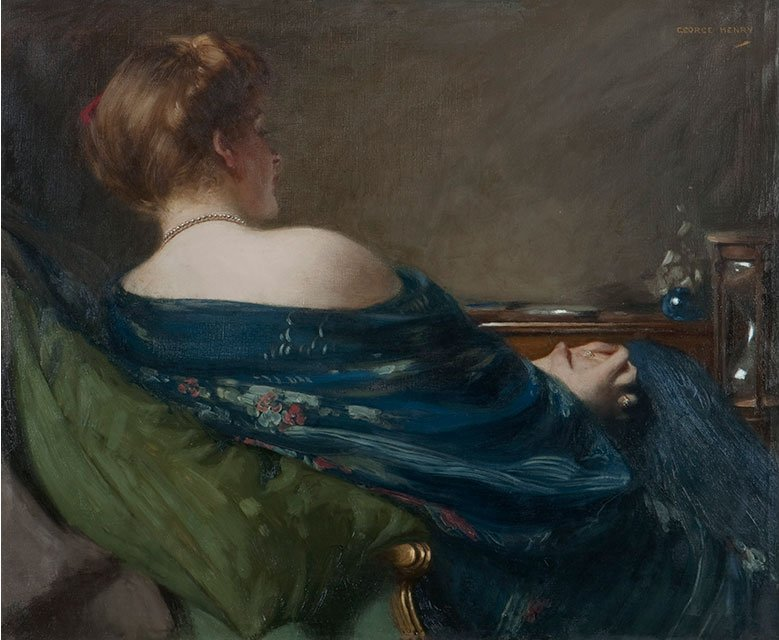
he Hour-Glass
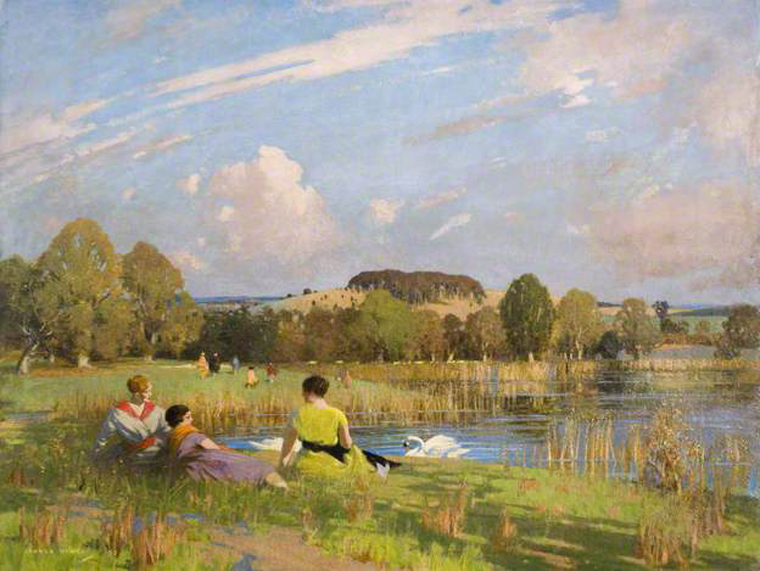
「9月のある日」 (1935)

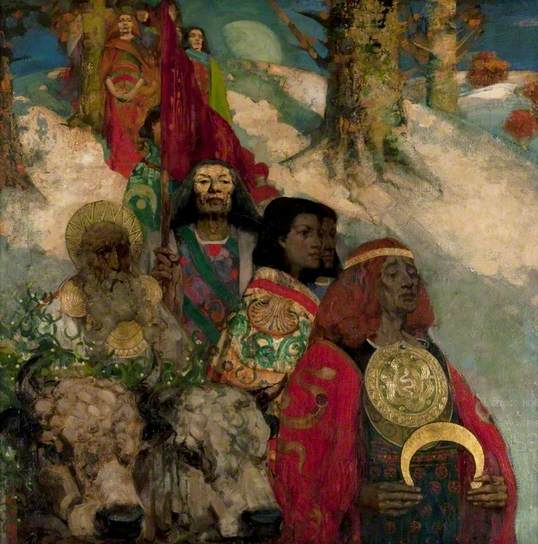
ドルイド
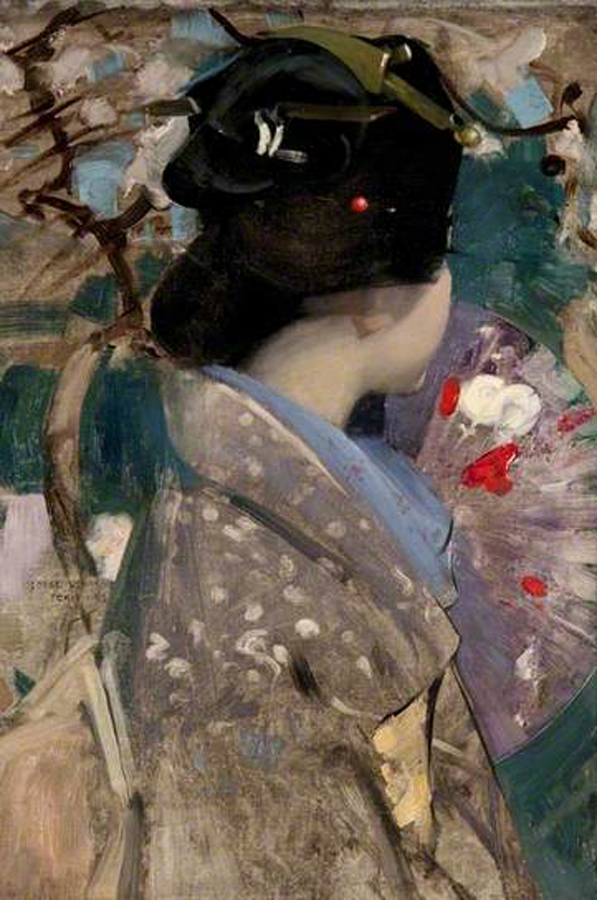
(1893)
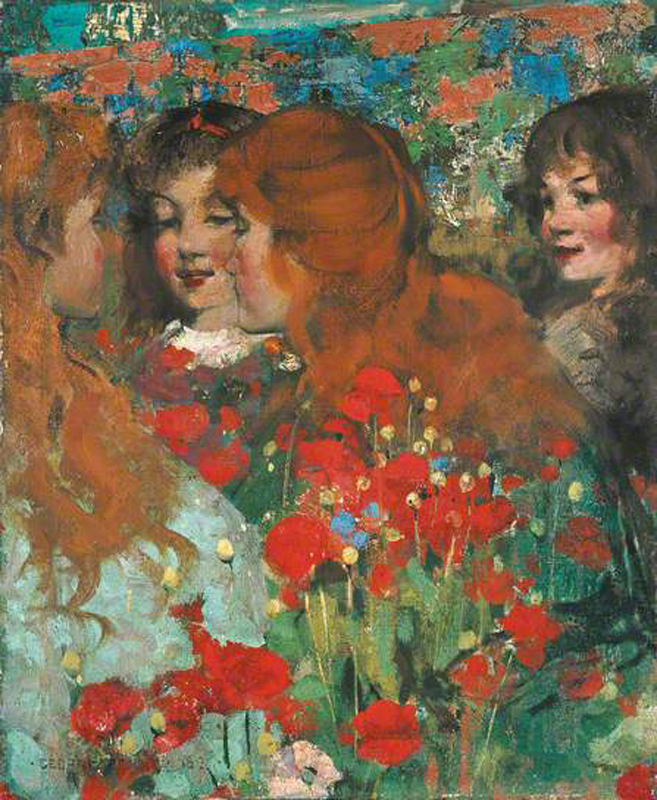
(c.1895)
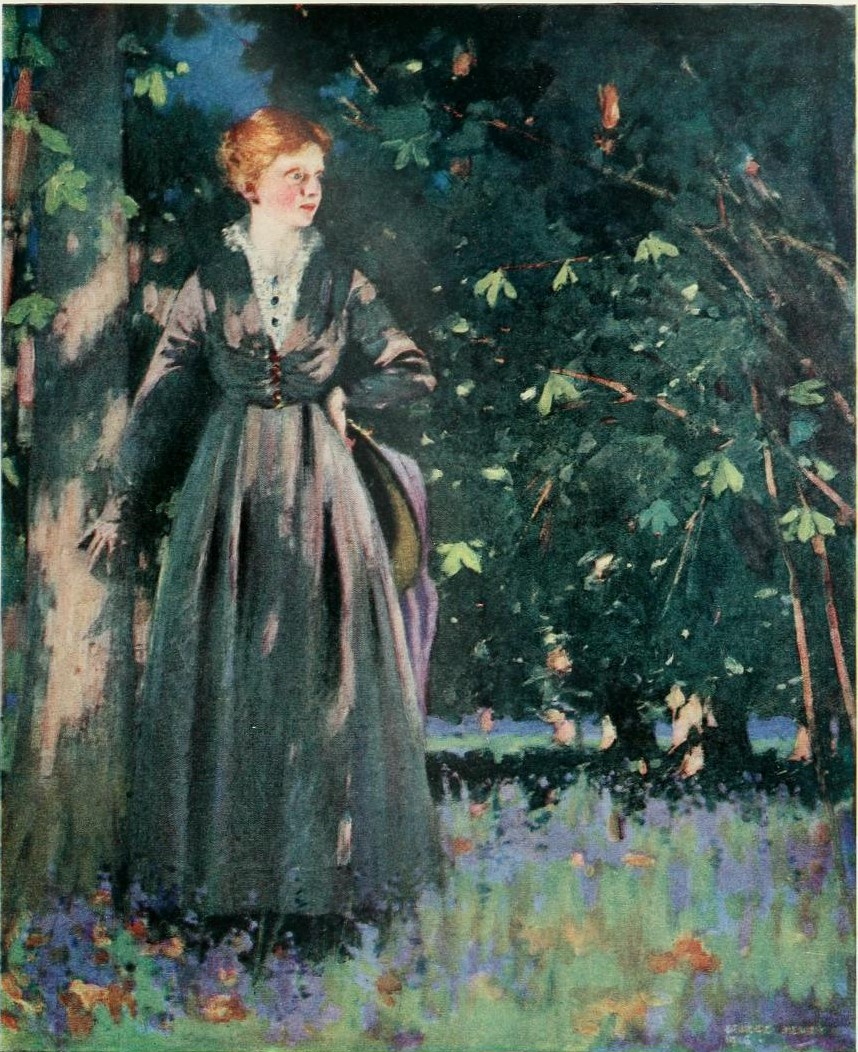
(1916)